# Silene moldavica
Silene moldavica (вушниця молдавська як Otites moldavica, ушанка молдавська як Otites moldavica) — вид рослин з родини гвоздикових (Caryophyllaceae); поширений у Молдові, Україні, пн.-сх. Болгарії.

## Опис
Дворічник 60–100 см заввишки. 

## Поширення
Поширений у Молдові, Україні, пн.-сх. Болгарії.
Зростає на лісових полянах і лісових схилах, у дібровах, серед чагарників
В Україні вид зростає на вапнякових схилах — у Степу.